# Meiko (Vocaloid)
Meiko (メイコ?) (stilizzato come MEIKO) è un personaggio umanoide per l'applicazione di sintetizzatore vocale Vocaloid di Yamaha Corporation. La sua voce è doppiata da Meiko Haigo. Si è esibita in concerti dal vivo sul palco come una proiezione animata insieme ad altri vocaloid di Crypton Future Media (come Hatsune Miku). È stata la quarta vocaloid mai pubblicata e la prima a cantare in giapponese.
Il nome del personaggio deriva direttamente dal nome della sua doppiatrice, Meiko Haigo. Il nome in codice di Meiko era "Hanako", probabilmente derivava da 山田花子?, Yamada Hanako, un nome prefisso per i personaggi femminili e l'equivalente giapponese di "Jane Smith". "Megumi" era anche un nome preso in considerazione durante il suo sviluppo.